# تعطیلات رمی (فیلم ۲۰۱۷)
تعطیلات رُمی (انگلیسی: Roman Holiday; کره‌ای: 로마의 휴일) یک فیلم کمدی درام محصول کره جنوبی سال ۲۰۱۷ به کارگردانی لی دوک هی هست.

## بازیگران
- ایم چانگ جونگ در نقش این هان
- گونگ هیونگ جین در نقش گی جو
- جونگ سانگ هون در نقش دو مان
- کانگ شین ایل در نقش رئیس آن
- کانگ دا هیون در نقش دانش آموز دبیرستانی
- ها دو کوان در نقش کارآگاه لی
- هان سو یونگ
- یوک جین سو
- بانگ جون هو در نقش ته جون
- پارک وو جون در نقش کماندو ۴
- کو دونگ ووک در نقش جون بونگ